# Україна на зимових Олімпійських іграх 1994
Україна на зимових Олімпійських іграх 1994 була представлена 37 спортсменами в 10 видах спорту; завоювала одну золоту й одну бронзову медаль.

## Нагороди
| #      | Спортсмени             | Вид спорту                                 |
| Золото |                        |                                            |
| 1      | Оксана Баюл            | Фігурне катання — одиночний розряд (жінки) |
| Бронза |                        |                                            |
| 1      | Валентина Цербе-Несіна | Біатлон — спринт                           |

## Результати змагань

### Біатлон
Чоловіки
| Змагання            | Спортсмени                                                   | Результат | Місце |
| ------------------- | ------------------------------------------------------------ | --------- | ----- |
| Спринт              | Тарас Дольний                                                | 30:16.6   | 18    |
| Спринт              | Валентин Джима                                               | 31:31.8   | 40    |
| Спринт              | Іван Максимов                                                | 31:52.7   | 47    |
| Індивідуальна гонка | Тарас Дольний                                                | 59:51.1   | 12    |
| Індивідуальна гонка | Роман Звонков                                                | 1:00:06.8 | 14    |
| Індивідуальна гонка | Віталій Могиленко                                            | 1:01:07.7 | 26    |
| Естафета            | Віталій Могиленко Тарас Дольний Валентин Джима Роман Звонков | 1:35:48.0 | 15    |

Жінки
| Змагання            | Спортсмени                                                          | Результат | Місце |
| ------------------- | ------------------------------------------------------------------- | --------- | ----- |
| Спринт              | Валентина Цербе-Несіна                                              | 26:10.0   |       |
| Спринт              | Олена Зубрилова                                                     | 27:06.8   | 14    |
| Спринт              | Марина Сколота                                                      | 28:11.3   | 33    |
| Індивідуальна гонка | Олена Зубрилова                                                     | 54:40.4   | 12    |
| Індивідуальна гонка | Надія Білова                                                        | 54:44.3   | 13    |
| Індивідуальна гонка | Олена Петрова                                                       | DNF       | DNF   |
| Естафета            | Валентина Цербе-Несіна Марина Сколота Олена Петрова Олена Зубрилова | 1:54:26.5 | 5     |

### Бобслей
Чоловіки
| Змагання | Спортсмени                                                  | Фінал   | Фінал   | Фінал   | Фінал   | Фінал   | Фінал |
| Змагання | Спортсмени                                                  | 1 заїзд | 2 заїзд | 3 заїзд | 4 заїзд | Усього  | Місце |
| -------- | ----------------------------------------------------------- | ------- | ------- | ------- | ------- | ------- | ----- |
| Двійка   | Олексій Жуков Олександр Бортюк                              | 54.71   | 54.64   | 54.78   | 54.61   | 3:38.74 | 32    |
| Четвірка | Олексій Жуков Андрій Петухов Василь Лантух Олександр Бортюк | 53.61   | 53.75   | 53.99   | 53.97   | 3:35.32 | 27    |

### Ковзанярський спорт
Чоловіки
| Змагання    | Спортсмени       | Результат | Місце |
| ----------- | ---------------- | --------- | ----- |
| 500 метрів  | Олег Костромітін | 37.50     | 23    |
| 1000 метрів | Олег Костромітін | 1:15.95   | 33    |
| 1500 метрів | Юрій Шульга      | 1:54.28   | 10    |
| 5000 метрів | Юрій Шульга      | 6:59.32   | 21    |

### Лижні види спорту

#### Гірськолижний спорт
Жінки
| Змагання           | Спортсмени        | 1 спуск | 2 спуск | 3 спуск | Усього  | Місце |
| ------------------ | ----------------- | ------- | ------- | ------- | ------- | ----- |
| Супергігант        | Ольга Логінова    |         |         |         | 1:30.00 | 40    |
| Швидкісний спуск   | Ольга Логінова    |         |         |         | 1:43.07 | 37    |
| Швидкісний спуск   | Христина Подрушна |         |         |         | 1:46.96 | 42    |
| Комбінація         | Ольга Логінова    | 1:33.29 | 54.26   | 51.88   | 3:19.43 | 18    |
| Комбінація         | Христина Подрушна | 1:35.21 | DNF     |         | DNF     |       |
| Гігантський слалом | Ольга Логінова    | 1:26.78 | DNS     |         | DNF     |       |
| Слалом             | Ольга Логінова    | 1:03.49 | DQ      |         | DNF     |       |

#### Лижне двоборство
Дисципліни:
- нормальний трамплін
- лижні перегони на15 км

| Змагання               | Спортсмени        | Стрибки із трампліна | Стрибки із трампліна | Лижна гонка | Місце |
| Змагання               | Спортсмени        | Результат            | Місце                | Лижна гонка | Місце |
| ---------------------- | ----------------- | -------------------- | -------------------- | ----------- | ----- |
| Індивідуальні змагання | Дмитро Просвірнін | 208.5                | 13                   | 45:04.8     | 16    |

#### Лижні перегони
Жінки
| Змагання                           | Спортсмени             | Результат | Місце |
| ---------------------------------- | ---------------------- | --------- | ----- |
| 5 км класичним стилем              | Ірина Тараненко-Тереля | 15:46.0   | 29    |
| Переслідування 10 кмвільним стилем | Ірина Тараненко-Тереля | 30:38.2   | 20    |
| 15 км вілним стилем                | Ірина Тараненко-Тереля | 45:19.1   | 27    |
| 30 км класичним стилем             | Ірина Тараненко-Тереля | 1:31:26.5 | 20    |

#### Стрибки із трампліна
| Змагання            | Спортсмени      | Перший раунд | Перший раунд | Фінал     | Фінал  | Фінал |
| Змагання            | Спортсмени      | Результат    | Місце        | Результат | Усього | Місце |
| ------------------- | --------------- | ------------ | ------------ | --------- | ------ | ----- |
| Великий трамплін    | Василь Грибович | 40.8         | 50           | 42.3      | 83.1   | 52    |
| Нормальний трамплін | Василь Грибович | 56.0         | 58           | 46.0      | 102.0  | 56    |

#### Фрістайл
Акробатика
| Змагання | Спортсмени         | Кваліфікація | Кваліфікація | Фінал     | Фінал |
| Змагання | Спортсмени         | Результат    | Місце        | Результат | Місце |
| -------- | ------------------ | ------------ | ------------ | --------- | ----- |
| Чоловіки | Сергій Бут         | 171.19       | 16           | DNQ       | DNQ   |
| Жінки    | Наталія Шерстньова | 147.78       | 9 Q          | 154.88    | 5     |
| Жінки    | Інна Палієнко      | 146.18       | 11 Q         | 135.28    | 11    |

### Санний спорт
Чоловіки
| Змагання | Спортсмени                    | 1 заїзд | 2 заїзд | Усього   | Місце |
| -------- | ----------------------------- | ------- | ------- | -------- | ----- |
| Двійки   | Ігор Урбанський, Андрій Михін | 48.728  | 48.963  | 1:37.691 | 8     |

Жінки
| Змагання | Спортсмени       | 1 заїзд | 2 заїзд | 3 заїзд | 4 заїзд | Усього   | Місце |
| -------- | ---------------- | ------- | ------- | ------- | ------- | -------- | ----- |
| Одинаки  | Наталія Якушенко | 49.233  | 49.304  | 49.413  | 49.428  | 3:17.378 | 8     |

### Фігурне катання
| Змагання                  | Спортсмени                   | SP | FS | TFP  | Місце |
| ------------------------- | ---------------------------- | -- | -- | ---- | ----- |
| Чоловіче одиночне катання | Віктор Петренко              | 9  | 4  | 8.5  | 4     |
| Жіноче одиночне катання   | Оксана Баюл                  | 2  | 1  | 2.0  |       |
| Жіноче одиночне катання   | Олена Ляшенко                | 17 | 19 | 27.5 | 19    |
| Жіноче одиночне катання   | Людмила Іванова              | 19 | 23 | 32.5 | 22    |
| Парне катання             | Олена Белусовська Ігор Маляр | 18 | 17 | 24.5 | 16    |

Танці на льоду
| Спортсмени                            | CD1 | CD2 | OD | FD | TFP  | Місце |
| ------------------------------------- | --- | --- | -- | -- | ---- | ----- |
| Ірина Романова Ігор Ярошенко          | 7   | 7   | 7  | 7  | 14.0 | 7     |
| Світлана Чернікова Олександр Сосненко | 19  | 19  | 19 | 19 | 38.0 | 19    |